# El derroche
«El derroche» —también con el nombre de El derroche (Crónica de fiesta, pt 1)— es una canción grabada por el cantante y compositor mexicano Caloncho.  La canción fue escrita por él mismo y Siddhartha. Este último fue quien también se encargo de producirla. Se lanzó el 2 de junio de 2015 como el primer sencillo de su primer álbum de estudio Fruta (Vol. II).

## Antecedentes
Antes de ser lanzada de manera oficial, la canción fue presentada en vivo en la Feria de las Culturas Amigas en el Zócalo de la Ciudad de México. El tema tiene una continuidad en «Autocarnavalización (Crónica de fiesta, pt 2)».

## Video musical
El video musical oficial de «El derroche» fue publicado el 2 de junio de 2015 en la plataforma digital YouTube. El videoclip oficial ha recibido casi de 8 millones de vistas desde su publicación.

## Lista de canciones

### Descarga digital
| El derroche — Single |               |          |  |
| N.º                  | Título        | Duración |  |
| 1.                   | «El derroche» | 2:09     |  |